# Valenciennea persica
Valenciennea persica es una especie de peces de la familia de los Gobiidae en el orden de los Perciformes.

## Morfología
Los machos pueden llegar a alcanzar los 10,3 cm de longitud total.

## Reproducción
Es monógamo.

## Hábitat
Es un pez de mar y, de clima tropical y asociado a los  arrecifes de coral que vive entre 2-12 m de profundidad.

## Distribución geográfica
Se encuentra desde el Golfo Pérsico hasta la Isla Masirah (Omán ).

## Observaciones
Es inofensivo para los humanos.